# Akron (Ohio)
Akron város az USA Ohio államában. Lakosainak száma 190 469 fő (2020. április 1.).

## Népesség
A település népességének változása:

| 2010 | 199 110 |
| 2020 | 190 469 |

## Fontos személyek
- Stephen Curry (1988–) olimpiai bajnok kosárlabdázó
- LeBron James (1984–) olimpiai bajnok kosárlabdázó
- Judith Arlene Resnik (1949–1986) űrhajós
- Nate Thurmond (1941–2016) kosárlabdázó